# Hermes assegut
Hermes assegut (o Hermes en repòs) és una escultura de bronze trobada a la Vil·la dels Papirs d'Herculà el 1758, i es conserva al Museu Arqueològic Nacional de Nàpols. Representa el déu Hermes. És una còpia romana d'un original grec de bronze perdut de Lisip de Sició o de la seua escola (del segle IV abans de la nostra era). Va ser feta abans del 79, data de l'erupció del Vesuvi que causà la desaparició d'Herculà. "Aquesta estàtua és probablement l'obra d'art més famosa descoberta a Herculà i Pompeia al segle XVIII", digueren Francis Haskell i Nicholas Penny. Posteriorment, fou molt copiada. Per a protegir-la de les depredacions napoleòniques, acompanyà la fugida dels Borbons a Palerm a partir del 1798. Més tard, fou el nazi Hermann Göring qui la portà a Alemanya fins que la va recuperar un agent secret italià i la tornà a Nàpols.

## Història
L'Hermes assegut s'esmenta en la correspondència de l'orador Ciceró amb el seu amic Tit Pomponi Àtic: s'havia exposat als jardins d'aquest. Era costum exhibir estàtues de bronze col·locades damunt roques reals als jardins hel·lenístics i romans.

### Troballa

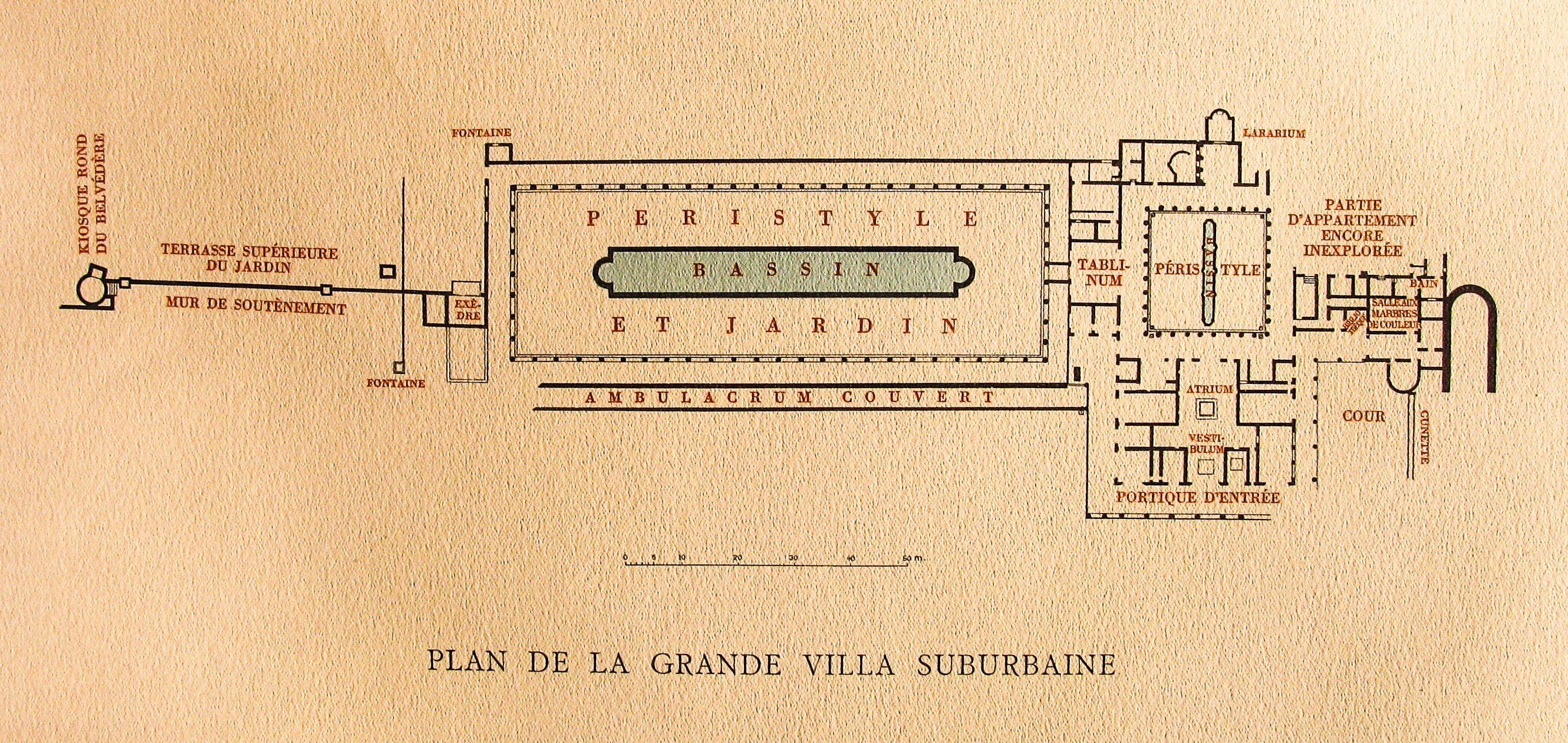
Plànol de la Vil·la dels Papirs. L'estàtua dHermes assegut estava situada a la dreta del plànol, al peristil, entre la conca i el tablinum

L'escultura es va trobar el 3 d'agost del 1758 al costat de l'hemicicle occidental de la natatio (piscina) del peristil rectangular de la Vil·la dels Papirs d'Herculà. L' Hermes en repòs probablement ocupava un lloc destacat, davant l'escultura d'Atena Promachos, entre les columnes d'entrada del tablinum. Mentre que l'Hermes assegut simbolitzava la noció de repòs (otium en llatí), l'estàtua d'Atena feia referència a la idea de negotium (activitat). Per a l'historiador alemany del segle XVIII Johann Joachim Winckelmann, l'Hermes assegut era "la més bella de totes les estàtues trobades recentment".

### Trasllats fora d'Herculà
Del segle XVIII ençà, quatre grans gravats van reproduir l'Hermes assegut; aquesta estàtua havia aparegut a Le Antichità di Ercolano, 1771. Mostren l'obra encara in situ a Herculà. Per tant, el seu trasllat a Nàpols segurament es feu posteriorment. Tanmateix, l'escultura formava part del grup d'obres que Ferran I de les Dues Sicílies se'n dugué a Palerm amb motiu de la revolució del 1799: per a protegir-la de les depredacions napoleòniques, s'empaquetà en una de les cinquanta-dues caixes d'antiguitats i obres d'art que acompanyaren la fugida dels Borbons a Palerm a partir del 1798. Durant l'ocupació francesa i com a part del saqueig napoleònic, l'Hermes assegut fou identificat pel general Jean Étienne Championnet com a destinat a ser enviat al Museu Napoleó (l'actual Louvre), tal com ho demostra una carta enviada al Directori el 7 de Ventôse de l'any VII (25 de febrer del 1799). L'estàtua es conservà primer al Palau de Portici, a prop de Nàpols, abans de ser enviada a aquesta ciutat.
Més tard, se l'emportà a Alemanya el nazi Hermann Göring fins que fou recuperat per un agent secret italià que el dugué a Nàpols.

## Descripció

### Cos i actitud
L'estàtua és arredonida, de bronze; fa 1,15 m d'alçada i 75 cm d'ample.
Hermes, el missatger dels déus, déu dels viatges i protector dels gimnasos, s'hi representa segut en una roca (reconstrucció moderna de marbre): sembla fatigat, com ho demostra amb l'esquena encorbada. Però aquest repòs deu ser temporal: seu sols amb la vora del cos, tocant a terra amb prou faenes amb els peus i recolzant el palmell damunt la roca. Les ales se li uneixen als peus amb rosetes -el missatger dels déus no està pas acostumat a tocar terra amb els peus.
El braç esquerre, inclinat cap endavant, descansa delicadament sobre la cuixa; el braç dret està quasi estés. La mà dreta descansa sobre la base rocosa, i això provoca una lleu elevació de l'espatla i una inclinació de tot el bust cap a l'esquerra. El tors del jove déu gira cap a la dreta lleugerament inclinat cap endavant; la cama dreta s'estira cap endavant amb el taló del peu recolzat a la base. La cama esquerra sembla doblegada i el peu descansa sobre la roca només per la punta dels dits, quasi simbolitzant la capacitat d'Hermes de surar a l'aire en lloc de caminar. A més, la postura particular del cos indica que el déu està a punt d'alçar-se de colp i reprendre l'activitat de missatger.
A més a més de les sabates alades, Hermes sostenia a la mà esquerra, malauradament fragmentari, segurament el caduceu, un bastó alat amb dues serps enrotllades (només ens n'ha arribat el mànec).

### Cara

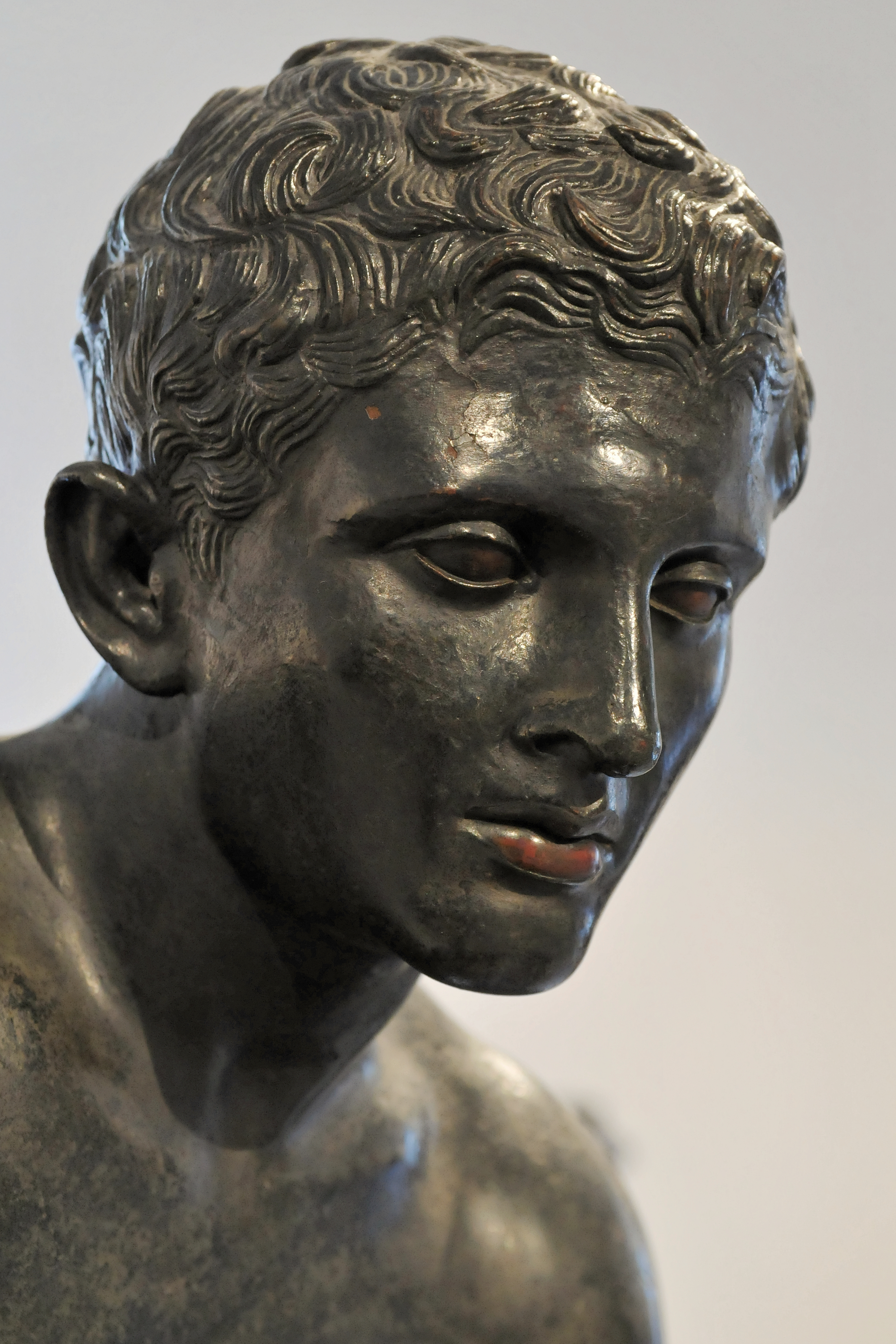
Cara de lHermes assegut. Museu Arqueològic Nacional de Nàpols

Hermes s'hi representa amb la cara absorta, com suggereix la mirada cap avall, quasi perduda en el buit. El cap està girat cap a l'espatla dreta i lleugerament inclinat, i els cabells estan dividits en flocs curts. Els ulls, ara perduts, estaven fets de diferents materials: os o vori per als globus oculars, pedra grisa i negra per a l'iris i les ninetes.

## Atribució
L'Hermes assegut trobat a Herculà es considerà durant molt de temps una còpia d'un original grec de bronze atribuït a Lisip de Sició, malgrat no estar confirmat per cap font.
L'historiador d'art Boris Robertovitx Vipper considera que si l'escultura no pot ser "atribuïda al mateix mestre [Lisip], va aparéixer sota la seua influència, potser fins i tot al seu taller".
L'arqueòloga Margarete Bieber classifica l'obra dins l'"Escola de Lisip", i la data de cap al 100 abans de la nostra era.
Martin Robertson (1975, vol. I: 474) la classifica com una còpia romana, feta abans de l'any 79, d'un bronze grec originari de la fi del segle IV abans de la nostra era o del començament del segle III ae, en la tradició de Lisip de Sició, el nom del qual s'ha invocat en relació amb l'escultura des de la primera reaparició.

Hui, sorgeixen noves hipòtesis sobre els orígens de l'Hermes assegut de Nàpols: seria una creació eclèctica lliure del segle I abans de la nostra era, elaborada a partir d'un famós tipus de Lisip. El bronze d'Herculà es podria interpretar com una còpia romana d'un prototip hel·lenístic del segle II ae, que al seu torn és una reinterpretació d'un model de Lisip.

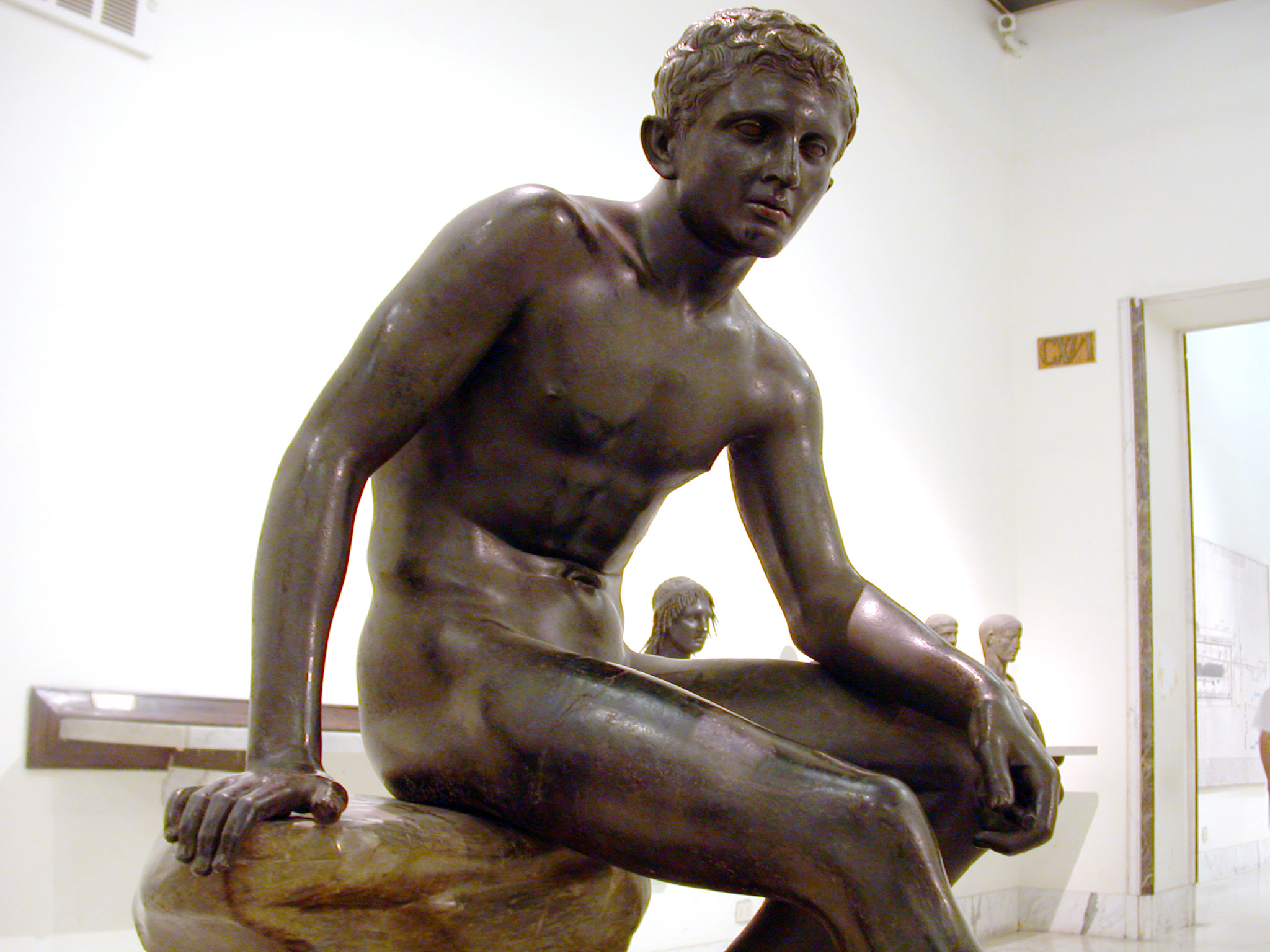
Bronze d'Hermes assegut d'Herculà
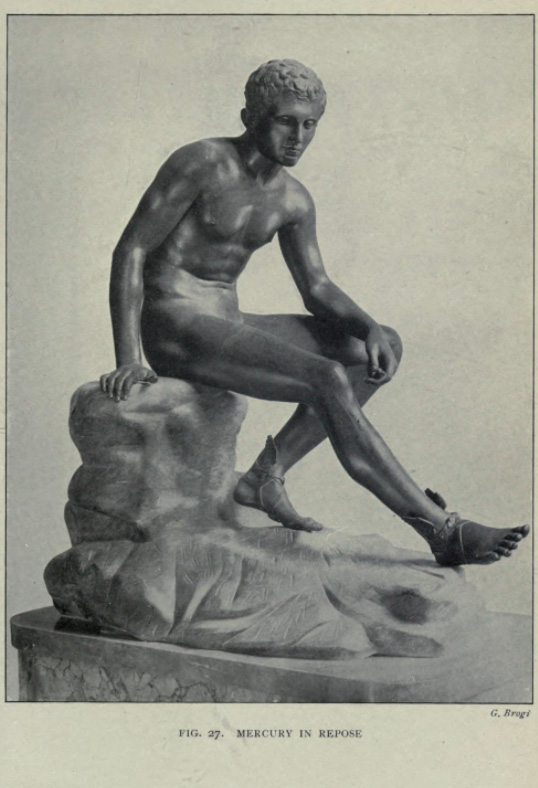
Aquesta escultura també s'ha associat a Mercuri

## Còpies

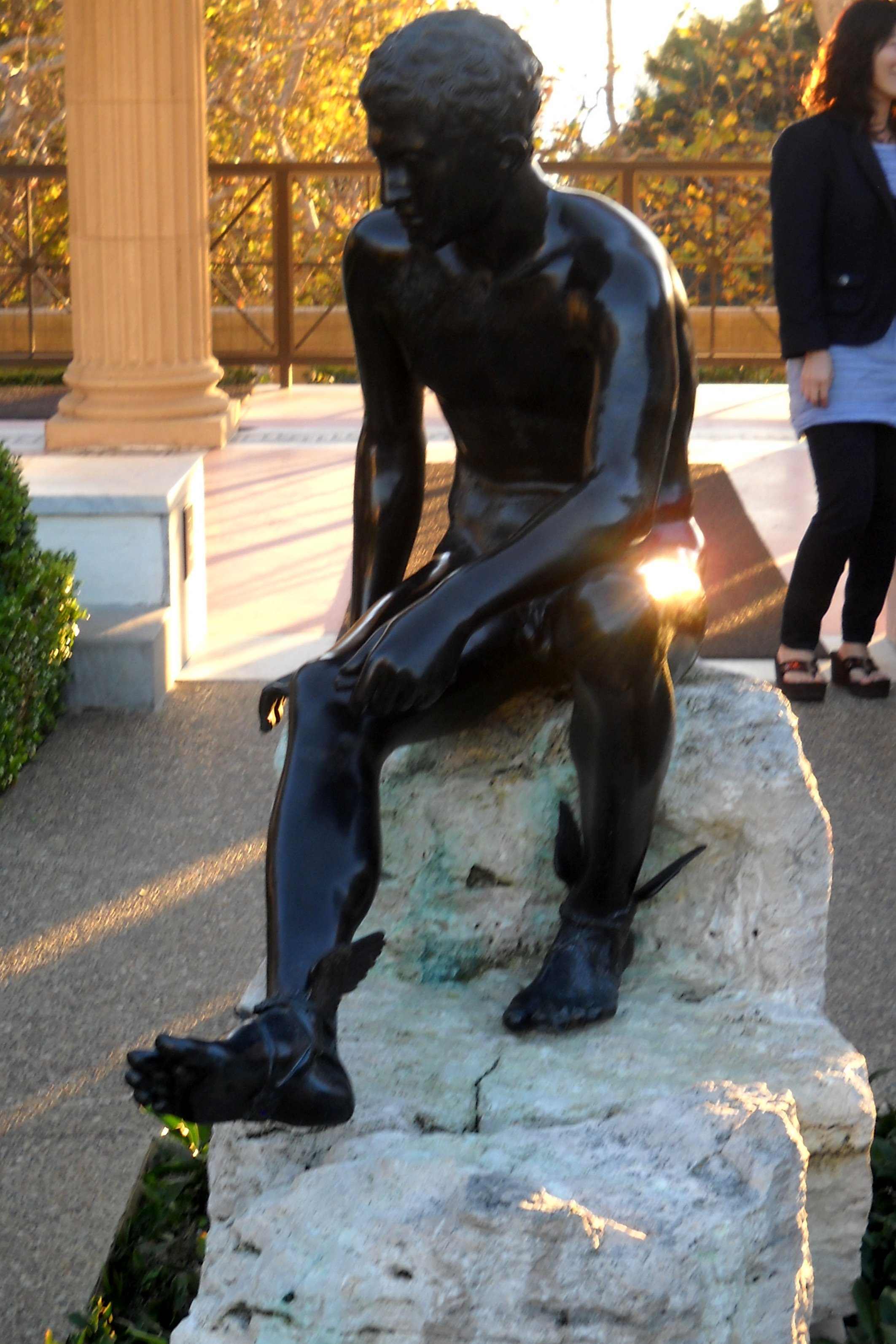
Còpia de bronze de lHermes assegut de Nàpols. Instal·lada al peristil de la Vil·la Getty

L'Hermes assegut conservat a Nàpols és un exemple únic; ha estat, però, copiat moltes voltes:
- El 1886, s'instal·là un motle de bronze a Ørstedsparken, a Copenhaguen, Dinamarca. Aquest motle desaparegué durant la nit del 31 de març a l'1 d'abril del 1995, però el 15 de setembre de 2010, uns submarinistes recuperaren l'estàtua del fang sota el pont Frederik. Una còpia de marbre se n'exhibeix a Mèrida.
- Una còpia de bronze se'n troba a les col·leccions del Kunsthistorisches Museum de Viena, Àustria.
- La Vil·la Getty de Malibu, Califòrnia, exhibeix una còpia de bronze de l'Hermes assegut al peristil.
- El Museu Puixkin de Moscou conserva un motle de l'Hermes assegut de Nàpols.